# Chiesa di San Giovanni di Dio (Barletta)
La Chiesa di San Giovanni di Dio è un edificio religioso del centro storico di Barletta, situato in via Manfredi.

## Storia e descrizione
La chiesa di San Giovanni di Dio o di San Giuseppe a causa del fatto che in passato è stata gestita dall'ordine dI San Giuseppe,  è nata  nel 1700, sul suo che ospitava l'antico luogo di culto dedicato a San Lazzaro. Divenuto in seguito prima chiesa e poi ospedale 
La chiesa è posta in una delle vie d'ingresso del centro storico. 
Non molto grande, è arricchita da pregevole opere d'arte. Caratteristico è l'organo a corde, posto sulla balaustra centrale. 